# Liéhon

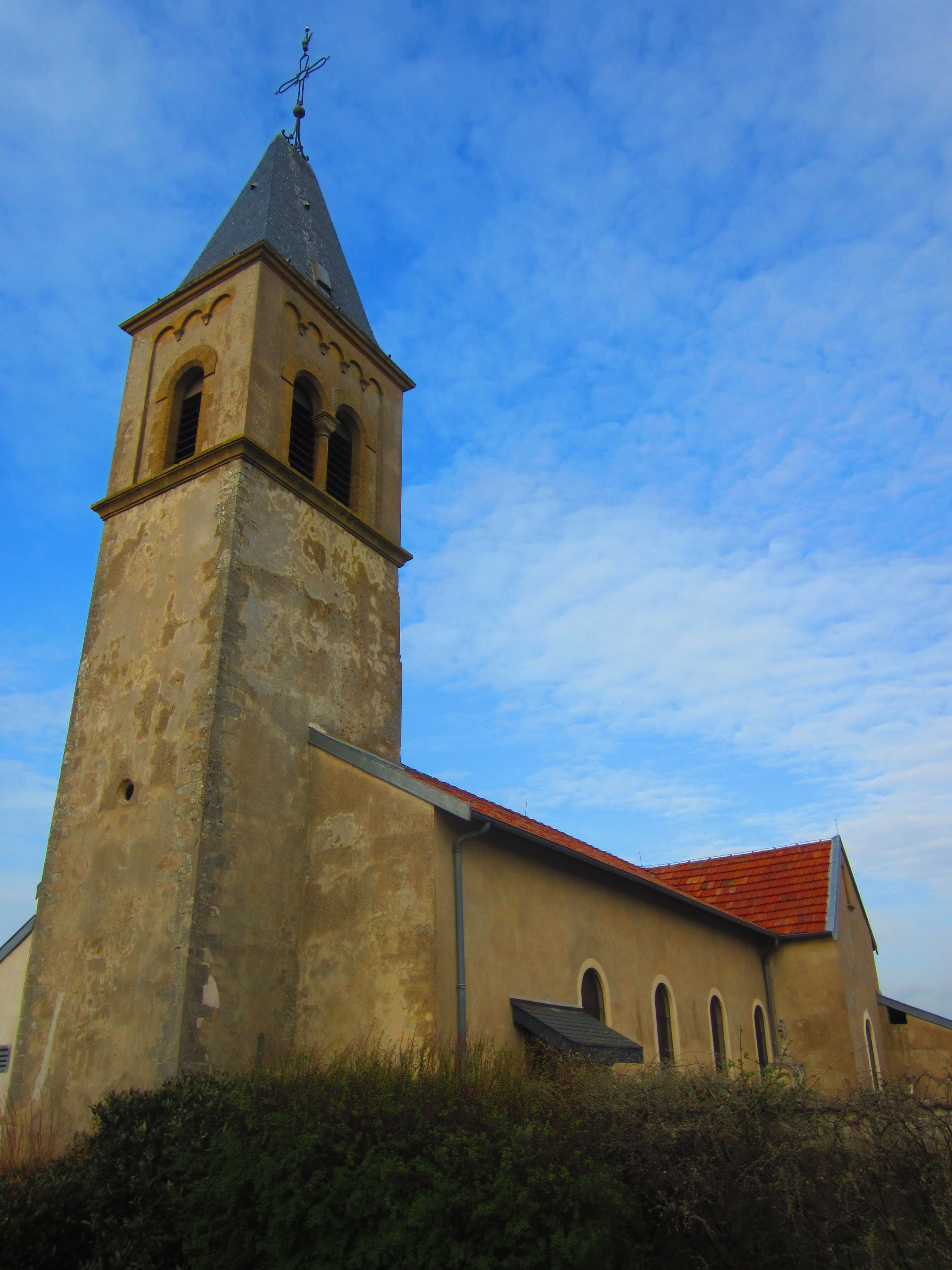
Kerk van Saint-Maurice / Sankt Moritz in Liéhon / Lieheim

Liéhon (Duits: Lieheim) is een gemeente in het Franse departement Moselle (regio Grand Est) en telt 107 inwoners (2009). De plaats maakt deel uit van het arrondissement Metz.

## Geografie
De oppervlakte van Liéhon bedraagt 5,3 km², de bevolkingsdichtheid is dus 20,2 inwoners per km².
De onderstaande kaart toont de ligging van Liéhon met de belangrijkste infrastructuur en aangrenzende gemeenten.

## Demografie
Onderstaande figuur toont het verloop van het inwonertal (bron: INSEE-tellingen).